# Al-Kastal (Hama)
Al-Kastal (arab. القسطل) – miejscowość w Syrii, w muhafazie Hama. W 2004 roku liczyła 1919 mieszkańców.